# Xã East Looney, Quận Polk, Missouri
Xã East Looney (tiếng Anh: East Looney Township) là một xã thuộc quận Polk, tiểu bang Missouri, Hoa Kỳ. Năm 2010, dân số của xã này là 1.609 người.